# The Murderer
Pour plus de détails, voir Fiche technique et Distribution.
The Murderer (Hangeul : 황해, RR : Hwanghae, litt. "la mer jaune") est un thriller sud-coréen écrit et réalisé par Na Hong-jin, sorti en 2010.
Il a été présenté officiellement au Festival de Cannes le 18 mai 2011 où il concourait dans la section Un certain regard.

## Synopsis
Dans la province chinoise de Yanbian, Gu-nam, un Joseon-jok (Coréen de Chine), travaille comme chauffeur de taxi. Endetté jusqu'au cou et sans nouvelle de sa femme, partie chercher du travail en Corée du Sud, depuis des mois, il se voit contraint d'accepter ce que lui propose Myun, un dangereux mafieux local : se rendre à Séoul pour y assassiner un homme en échange d'une forte somme d'argent. Gu-nam voit aussi en ce « contrat » la possibilité de partir à la recherche de son épouse. Mais absolument rien ne se passera comme prévu...

## Fiche technique
- Titre : The Murderer
- Titre original : 황해 (Hwanghae)
- Titre anglais : The Yellow Sea
- Réalisation : Na Hong-jin
- Scénario : Na Hong-jin
- Direction artistique : Lee Hwo-Kyoung
- Costumes : Chae Kyung-hwa
- Photographie : Lee Sung-je
- Montage : Kim Sun-min
- Musique : Jang Young-kyu et Lee Byung-hoon
- Production : Han Sung-goo
- Sociétés de production : Fox International Productions et Popcorn Films
- Sociétés de distribution : Showbox (Corée du Sud), Wild Side Films et Le Pacte (France)
- Pays d'origine : Corée du Sud
- Langue originale : coréen et mandarin
- Format : couleur - 2.35 : 1 - 35 mm
- Genre : thriller
- Durée : 141 minutes
- Dates de sortie :
  -  Corée du Sud : 22 décembre 2010
  -  France : 20 juillet 2011
- Interdit aux moins de 12 ans avec avertissement en France

## Distribution
- Ha Jung-woo (VF : Axel Kiener) : Gu-nam
- Kim Yoon-seok : Myun
- Jo Seong-ha : Kim Tae-won
- Kwak Byoung-kyu : le professeur Kim Seung-hyun
- Lee Chul-min : Choi
- Lim Ye-won : la femme de Kim Seung-hyun
- Tak Sung-eun : la femme de Gu-nam

## Version française
- Société de doublage : Dubbing Brothers
- Adaptation des dialogues : Ludovic Manchette et Christian Niemiec
- Direction artistique : Emmanuel Jacomy

## Accueil

### Accueil critique
En France, le site Allociné propose une moyenne de 3,6⁄5, d'après l'interprétation de 16 critiques de presse.

## Autour du film
- The Murderer est le second long-métrage écrit et réalisé par Na Hong-jin, après le très remarqué The Chaser sorti en 2008.
- Les deux acteurs principaux de The Murderer, à savoir Ha Jung-woo et Kim Yun-seok, ont la particularité d'avoir également tenu l'affiche du premier film de Na Hong-jin. Sauf que, dans The Chaser, leurs rôles étaient « inversés » : Ha Jung-woo, qui joue ici le Joseon-jok embourbé dans cette sanglante histoire, était le « méchant », et Kim Yun-seok faisait alors office du « gentil ».
- The Murderer marque une grande première pour le cinéma sud-coréen. En effet, un studio hollywoodien, en l'occurrence la 20th Century Fox, a participé à la production du film via son antenne internationale, Fox International Productions. Une collaboration américo-coréenne n'avait donc encore jamais eu lieu avant.
- Pour la seule scène de la course-poursuite en voiture, 150 techniciens ont été réquisitionnés, 50 véhicules conduit par des cascadeurs ont été utilisés, dont une vingtaine a fini esquintés ou détruits, et 13 caméras ont été nécessaires pour filmer cette séquence tournée en une seule prise[réf. nécessaire].

## Distinctions

### Récompenses
- Prix du meilleur réalisateur pour Na Hong-jin au Festival international du film de Catalogne en 2011
- Meilleur acteur pour Ha Jung-woo aux Asian Film Awards de 2011

### Nominations
- Nomination aux Asian Film Awards pour le prix du meilleur réalisateur pour Na Hong-jin en 2011
- Sélectionné au Festival de Cannes 2011 dans la section Un certain regard